# جيم موريس
جيم موريس (بالإنجليزية: Jim Morris) هو سياسي أمريكي، ولد في 3 مايو 1954 في أركنساس في الولايات المتحدة. حزبياً، نشط في الحزب الجمهوري. وقد انتخب عضو مجلس نواب لويزيانا.